# بیژن خادم میثاق
بیژن خادم میثاق (زادهٔ ۱۳۲۷ در تهران) موسیقی‌دان، نوازندهٔ ویلن و رهبر ارکستر اهل ایران است. او کنسرت‌مایستر سابق ارکسترسمفونیک وین و از چهره‌های شناخته‌شدهٔ ویلن در جهان است.

## زندگی هنری
بیژن خادم میثاق در سال ۱۳۲۷ در تهران و در خانواده‌ای موسیقی‌دان متولد شد. عمویش، علی‌محمد خادم میثاق مدرس هنرستان موسیقی ملی و نوازندهٔ کنترباس بود. پدرش، عطاالله خادم میثاق نوازندهٔ ویلن، رهبر ارکستر هنرستان موسیقی و کنسرت مایستر ارکسترسمفونیک تهران بود. بیژن خادم میثاق مقدمات موسیقی را نزد پدرش و پس از آن نواختن ویلن را از ۵ سالگی نزد سرژ خودسیف آغاز کرد. در سال ۱۳۳۳ به همراه خانواده به وین مهاجرت نمود و از ۹ سالگی وارد آکادمی موسیقی وین شد. وی پس از پایان تحصیل در آکادمی موسیقی وین، به عنوان کنسرت مایستر ارکستر سمفونیک وین برگزیده شد.
او در سال ۱۹۷۱ میلادی، یک ارکستر با نام «ایرو آسیا» پایه‌گذاری نمود که نوازندگان اروپایی و آسیایی در آن حضور داشتند. این گروه پس از یک سال، جایزهٔ نخست مسابقهٔ بین‌المللی موسیقی مجلسی در شهر کُلمار فرانسه را به خود اختصاص داد. در همان زمان بیژن خادم میثاق به عنوان نوازندهٔ ویلن اول ارکستر «تونکو ئیستلر» مشغول به کار شد. کسب جوایز در مسابقات متعدد، باعث شد تا در ۳۱ سالگی به اوج شهرت خود دست یابد. او در سال ۱۹۷۹، آکادمی و جشنوارهٔ بین‌المللی موسیقی مجلسی با نام «آلگرو ویوو» یا «فستیوال موسیقی مجلسی» را بنیان‌گذاری نمود. این جشنواره که هر سال در کشور اتریش برگزار می‌شود، شامل بیش از ۵۰ کنسرت و کلاس‌های مختلف موسیقی است.
بیژن خادم میثاق در سال‌های ۱۹۸۰ تا ۱۹۹۰، مدیریت یک جشنوارهٔ موسیقی در کشور سوئد را نیز برعهده داشت و از سال ۱۹۸۰ تا ۱۹۸۶ مدیریت هنری کنفرانس بتهوون در شهر بادن اتریش برعهدهٔ او بود. وی همچنین از سال ۱۹۹۱، یک بنیاد موسیقی را در سوئیس مدیریت می‌کند.
او تا پیش از انقلاب سال ۱۳۵۷، هر سال به ایران می‌آمد و همراه با ارکستر سمفونیک تهران، ارکستر سازمان رادیو تلویزیون ملی ایران و ارکستر انجمن ژونس موزیکال ایران به عنوان تک‌نواز میهمان به اجرای برنامه می‌پرداخت. او همچنین رسیتالهایی را در تالار رودکی برگزار نمود. او بیش از ۱۰ مدال در موسیقی، از جمله نشان صلیب علوم و هنرهای اتریش را دریافت نموده‌است.
بیژن خادم میثاق، صاحب عنوان پروفسوری در کنسرواتوار ج.ام. هاونر است و رهبران مشهوری در دنیا آثاری از خود را به او تقدیم کرده‌اند. وی که ساکن شهر بادن اتریش است، جدای از تحصیلات موسیقی، در رشتهٔ معماری نیز به تحصیل پرداخته‌است.
فرزندان بیژن خادم میثاق، وحید خادم میثاق، مارتا خادم میثاق و دوروتی خادم میثاق نیز از نوازندگان سرشناس ویلن و پیانو به‌شمار می‌روند که در مسابقات بین‌المللی موسیقی به موفقیت‌هایی دست یافته‌اند.

## فعالیت‌های هنری
از جمله فعالیت‌های هنری بیژن خادم میثاق، به موارد زیر می‌توان اشاره نمود:
همکاری با ارکستر سمفونیک وین، پایه‌گذاری کوارتت «ایرو آسیا»، پایه‌گذاری جشنوارهٔ بین‌المللی موسیقی مجلسی «آلگری ویوو»، مدیریت هنری کنفرانس بتهوون، سولیست ویلن ارکستر سمفونیک تهران، تدریس ویلن در کنسرواتوار وین، رهبری ارکستر مجلسی «تونکو ئیستلر»

## آثار هنری
از جمله آثار هنری بیژن خادم میثاق، به موارد زیر می‌توان اشاره نمود:
- آهنگسازی قطعهٔ «بالاد» برای ویلن[۳]
- آهنگسازی قطعهٔ «به نام پدرم» برای ارکستر[۹]
- آلبوم موسیقی «آکادمی آلگرو ویوو»[۴]
- آلبوم موسیقی «گنج صدا» (مجموعه‌ای از آثار آهنگسازان، با اجرای ارکستر مجلسی هنرمندان موسیقی وین، به رهبری بیژن خادم میثاق)[۱۴]
- تکنوازی ویلن «نوحه‌خوان» اثر علی رهبری[۱۵]